# Buenaventura Muñoz Rodríguez
Buenaventura Muñoz Rodríguez  (Escalona, 14 de julio de 1853-Madrid, 19 de octubre de 1925) fue un jurista español y senador por la provincia de Toledo.

## Biografía
Tras su ingreso en la carrera judicial, ejerció como juez y magistrado y se convirtió en miembro del Tribunal Supremo. Ocupó la presidencia de este tribunal durante el Directorio militar entre los años 1923 y 1924. 
Fue cesado por Primo de Rivera, tras la causa contra "La Caoba", amante del dictador, quien no permitió que se actuara contra ella. El juez falleció en Madrid meses después de abandonar la presidencia.